# Two Hands Clapping
Two Hands Clapping è il sesto album del cantante canadese Snow, pubblicato il 19 novembre 2002 in Regno Unito e il 27 aprile 2004 in Giappone dall'etichetta discografica EMI.
Il singolo Legal ha avuto un discreto successo in Canada. È stato il primo album dell'artista ad essere stato censurato a causa di contenuti espliciti di natura sessuale.

## Tracce
1. Black N' Snow
2. Stay Ballin
3. That's My Life
4. Missing You
5. Whass Up
6. Pride (Interlude)
7. Legal
8. The Way That U Do
9. Whisper of Truth (Interlude)
10. Mistaken Identity
11. Lonely Song
12. Biological
13. Whole Nine Yards
14. Girl
15. Cinco de Mayo (Intro)
16. Cinco de Mayo
17. J Dot